# Bernard-Adolphe Granier de Cassagnac
Pour les articles homonymes, voir Granier de Cassagnac.
Bernard-Adolphe Granier de Cassagnac, né le 11 août 1806 à Avéron-Bergelle (Gers) et mort le 31 janvier 1880 à Couloumé-Mondebat (Gers), est un journaliste et homme politique bonapartiste.

## Biographie
Les Granier de Gassagnac sont issus d'une longue lignée de propriétaires forestiers. Né en 1806 à Avéron-Bergelle, dans le canton d'Aignan, Bernard-Adolphe est le fils de Pierre-Paul Granier de Cassagnac et d'Ursule Lissagaray — en second mariage — et frère ainé de sept enfants avec sa mère et quatrième avec les enfants de Gabrielle Lestrade. Sa grand-mère était légitimiste, son père bonapartiste.
D'abord en pension à Vic-Fezensac, à 10 ans, il est envoyé à Toulouse pour son éducation chez son oncle Laurent-Prosper Lissagaray, futur père de Prosper-Olivier Lissagaray, entre 1818 et 1828.
Critique littéraire au Journal politique et littéraire de Toulouse, où il sera trois fois Lauréat [réf. nécessaire] des Jeux Floraux de Toulouse. En 1831, il part à Paris pour être journaliste, et collabore aux Nouvelles, à La Presse, Le Journal des débats et la Revue de Paris. Il y rencontre Victor Hugo [réf. nécessaire] et aussi Guizot, lequel avait été à ses débuts secrétaire-général du ministère, sous l'Abbé de Montesquiou. Alexandre Dumas ne l'apprécie absolument pas et le dit à François Buloz, l'un des fondateurs de la Revue de Paris : « Vous comprendrez que, du jour où il sera parmi vos rédacteurs, vous devez cesser de me regarder comme en faisant partie. » (ce qui n'empêcher nullement l'illustre romancier de publier des feuilletons dans le journal Le Pays lorsque Cassagnac en deviendra directeur, dans les années 1850).
Ces précieuses relations lui permettent de s'introduire auprès de Bertin l'aîné, qui l'engage comme critique littéraire aux Débats. Il épouse en 1841 Rosa de Beaupin de Beauvallon, une jeune créole, fille d'un riche planteur et ancien officier du premier Empire, qui lui apporte quatre-vingt mille francs de dot. De cette union naît Paul en 1843. 
La révolution de 1848 le ramène au château de Couloumé, qu'il a acheté en 1838, après ses premiers succès. Parmi les paysans gersois, il a tout loisir d'observer la fascination qu'exerce encore, ou de nouveau, l'épopée impériale. Aussi soutient-il ardemment la candidature de Louis-Napoléon à la présidence de la République. L'entourage du prince-président s'en souviendra, et verra vite le parti qu'il peut tirer d'un allié aussi virulent.
Cassagnac devient rédacteur en chef du Pouvoir. Au moment de la crise ouverte entre l'assemblée et le président, il écrit une série de six articles qui sont très remarqués, sous le titre collectif de La Solution. On devine ce qu'elle peut bien être. Cassagnac est d'ailleurs parmi les premiers à être mis dans la confidence du coup d'État, qu'il approuve avec enthousiasme.
L'empereur et l'impératrice séjournent à deux reprises au Couloumé [réf. nécessaire] qui recevra également la visite, plus tard, d'Isabelle II, la reine d'Espagne en exil [réf. nécessaire].
Il est député du Gers de 1852 à 1870, candidat officiel siégeant dans la majorité dynastique et devient en 1865 commandeur de la légion d'honneur,. À la chute de l'Empire, plombé de dettes et ne bénéficiant plus de la protection de magistrats inféodés à Napoléon III, il est emprisonné, puis s’enfuit en Belgique. Il redevient député du Gers de 1876 à 1880 et siège au groupe bonapartiste de l'Appel. 
Il meurt le 31 janvier 1880. À sa mort, Léon Gambetta fit l'éloge du député impérialiste, saluant « un esprit, qui du point de vue littéraire, oratoire et polémique, occupait un des rangs les plus distingués de la littérature française, ». 
Il est aussi le fondateur du journal Le Réveil. Il est le père de Paul de Cassagnac, de Louis Granier de Cassagnac et de Georges Granier de Cassagnac et le grand-père du journaliste Jean Granier de Cassagnac, dit Saint-Granier. La famille étant éteinte du côté de Paul et Louis depuis le décès en 1966 au Couloumé de Paul Julien Granier de Cassagnac, la seule descendance en ligne agnatique de Bernard-Adolphe est désormais issue de son petit-fils Saint-Granier. Sa famille est également représentée par des cousins issus d'autres branches moins connues.

## Publications
- Colonies françaises. De l'esclavage et de l'émancipation, Paris, Fournier, 1836, 32 p. (lire en ligne)
- De l'affranchissement des esclaves par l'éducation religieuse, Paris, impr. de Fournier, 1837, in-8.
- Histoire des classes ouvrières et des classes bourgeoises, Paris, Desrez, Renduel, 1838, in-8. (lire en ligne sur Manioc.org)
- Histoire de l'église de la Madelaine, Paris, impr. d'Urtubie, 1838, in-12.
- Danaé, Paris, H. L. Delloye, 1840, in-8.
- Histoire des classes nobles et des classes anoblies, Paris, H. L. Delloye, 1840, in-8.
- De l'Émancipation des esclaves; lettres à M. de Lamartine, Paris, H. L. Delloye, 1840, brochure in-8.
- Voyage aux Antilles, françaises, anglaises, danoises, espagnoles ; à Saint-Domingue et aux États-Unis d’Amérique., Paris, Dauvin et Fontaine, 1842-1844, 2 volumes.
- Idée du christianisme sur l'esclavage, Paris, imp. de Gratiot, 1844, in-8.
- La Reine des Prairies, Paris, imp. de Boulé, 1845, in-8.
- Histoire des causes de la Révolution française, H. Plon, Paris, 1849, 3 tomes.
- Histoire du Directoire, S.n, 1851-1863,
- Récit complet et authentique des événements de décembre 1851, Kiessling et Cie, Bruxelles, 1852.
- Œuvres littéraires de Granier de Crassagnac : Portraits littéraires, V. Lecou, E. Didier, Paris, 1852.
- Histoire de la Chute du roi Louis-Philippe et du rétablissement de l'Empire, H. Plon, Paris, 1857, 3 tomes.
- Histoire des Girondins et des massacres de septembre, E. Dentu, Paris, 1860, tome premier, tome second.
- L'Empereur et la démocratie moderne, E. Dentu, Paris, 1860.
- L'Empereur, la Pologne et l'Europe, E. Dentu, Paris, 1863.
- Antiquité des patois. Antériorité de la langue française sur le latin, E. Dentu, Paris, 1859.
- Histoire des origines de la langue française, Librairie de Firmin Didot Frères, Fils et Cie, Paris, 1872.
- Histoire populaire illustrée de l'empereur Napoléon III, Lachaud et Burdin, Paris, 1874.
- Histoire de la colonne Vendôme, Lachaud, Paris, 1875.
- Souvenirs du second empire, E. Dentu, Paris, 1882, 3 tomes.